# Босхомджиев, Антон Колумбеевич
Анто́н Колумбее́вич Босхомджи́ев (1914 года, Яшкуль, Астраханская губерния, Российская империя — 1973 год) — чабан совхоза «Гашунский» Яшкульского района, Калмыцкая АССР. Герой Социалистического Труда (1971).

## Биография
Родился в 1914 году в селе Яшкуль Астраханской губернии. Начал трудовую деятельность в 17 лет. Был помощником чабана. С 1936 года по 1938 год служил в Красной Армии. Участвовал в Великой Отечественной войне. В 1941 году вступил в ВКП(б). В декабре 1943 года был отозван с фронта и сослан в Сибирь в рамках акции «Улусы». С 1944 года по 1956 год работал в колхозе имени Ленина Омской области. В 1957 году возвратился в Калмыкию и стал работать старшим чабаном в колхозе «Гашунский» Яшкульского района. Работал чабаном в этом колхозе на протяжении 17 лет.
Выполнил задания 8-й пятилетки по выращиванию ягнят на 118, 7 % и по настригу шерсти — на 113 %. Указом Президиума Верховного Совета СССР от 8 апреля 1971 года удостоен звания Героя Социалистического Труда с вручением ордена Ленина и золотой медали «Серп и Молот».

## Память
- В Элисте на Аллее героев установлен барельеф Антона Босхомджиева.

## Источник
- Очерки истории Калмыцкой АССР. Эпоха социализма/ Социалистическое строительство на территории Калмыкии в годы четвёртой и пятой пятилеток (1946—1956 гг.) (недоступная ссылка)
- Антон Колумбеевич Босхомджиев: букл. // Наши земляки — Герои Социалистического Труда: компл. букл. / сост.: Г. Д. Андраева, З. Б. Очирова; ред. Е. Н. Бошева; худож. В. Я. Михин. — Элиста, 1987.